# Hero Elementary
Hero Elementary — американо-канадский мультсериал. Оригинальный владелец мультсериала — PBS Kids.

## Сюжет
В сериале участвуют самые разные ученики «Экипажа Спаркса» — Люсита Скай, Эй Джей Гаджетс, Сара Снап и Бенни Бабблз, — которых обучает супергероям их причудливый и увлеченный учитель мистер Спаркс. Вместе студенты работают в команде, используя свои уникальные сверхспособности, а также «сверхспособности науки», чтобы помогать людям, решать проблемы и пытаться сделать мир лучше. В настоящее время сериал выпускается из 40 получасовых серий, каждая из которых содержит по два сегмента.